# Adenostoma fasciculatum

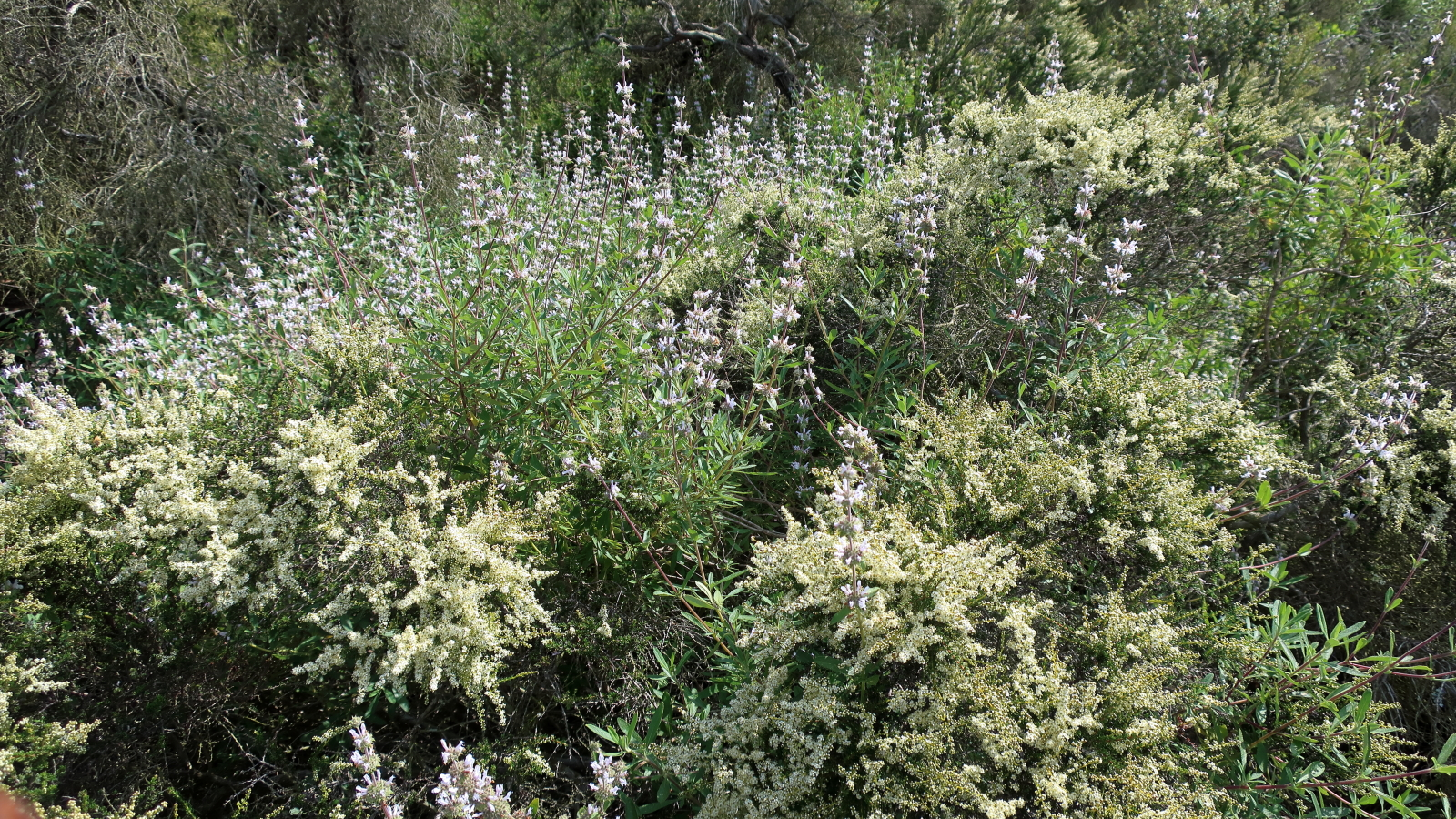
Adenostoma fasciculatum i Salvia mellifera

Adenostoma fasciculatum – gatunek roślin z rodziny różowatych. Występuje w południowo-zachodniej części Ameryki Północnej w Kalifornii i północno-zachodnim Meksyku. Jest rośliną charakterystyczną dla formacji chaparral. Organem przetrwalnym w czasie pożarów jest lignotuber, z którego odrastają pędy po ich spaleniu. Jest wykorzystywany lokalnie jako roślina lecznicza. 

## Morfologia
PokrójKrzewy o pędach prostych lub łukowatych osiągające od 0,8 do 2 m wysokości. Na poziomie gruntu wykształca się okazały lignotuber z którego wyrasta kilka lub kilkanaście głównych pędów. Krótkopędy są obecne (A. fasciculatum). Na starszych pędach kora papierzasta, początkowo czerwonawobrązowa, z czasem szarzejąca. Młode pędy owłosione lub nagie.
LiścieZimozielone, skrętoległe, rzadziej naprzeciwległe. Liście młodociane pojedynczo lub podwójnie pierzasto podzielone, na starszych roślinach pojedyncze. Przylistki obecne na długopędach. Blaszki ciemnozielone, równowąskie do równowąskolancetowatych, o długości do 13 mm i szerokości do 1,7 mm, na brzegach podwinięte. Od spodu blaszki nagie.
KwiatyZebrane po kilka do kilkuset w szczytowe kwiatostany wiechowate, groniaste lub kłosowate. Osadzone są na krótkich szypułkach. Listki podkwiatowe są dwa i trójklapowe. Kwiaty osiągają 2–6 mm średnicy. Hypancjum jest dzwonkowate lub walcowate. Działki kielicha są szerokojajowate lub okrągławe, wzniesione lub odgięte. Płatki korony są początkowo białe, później rdzawobrązowe, zaokrąglone do eliptycznych i jajowatych. O szerokości do 2 mm. Pręcików jest 15 i są one krótsze od płatków. Owocolistek pojedynczy, rzadko w liczbie dwóch, okazały, nagi lub owłosiony, z bocznie osadzoną szyjką słupka, z pojedynczym lub dwoma zalążkami.
OwocePojedyncze lub dwie niełupki jajowate do eliptycznych, osiągające do 1,8 mm długości. Rozwijają się na trwałym hypancjum i otoczone są trwałymi działkami.

## Systematyka
Jest gatunkiem typowym rodzaju Adenostoma.
W obrębie gatunku wyróżnia się trzy odmiany:
- A. fasciculatum var. fasciculatum – rośliny o pędach wzniesionych, nagich lub słabo owłosionych, liście do 13 mm długości, zaostrzone;
- A. fasciculatum var. obtusifolium S.Watson – rośliny o pędach wzniesionych, owłosionych, liście do 6,5 mm długości, tępe;
- A. fasciculatum var. prostratum Dunkle – rośliny o pędach płożących